# ألادرين
بلدية ألادرين (بالإسبانية: Aladrén) هي بلدية تقع في مقاطعة سرقسطة التابعة لمنطقة أراغون شمال شرق إسبانيا.

## الديموغرافيا
بلغ عدد سكان بلدية ألادرين 67 نسمة عام 2011 (وفقاً للمعهد الوطني الإسباني للإحصاء).
| 64 | 62 | 78 | 64 | 65 | 60 | 67 |